# Cerococcidae
Cerococcidae (лат.) — семейство червецов подотряда Sternorrhyncha. Более 70 видов. Усики редуцированные, состоят из 1 членика. Ноги или отсутствуют или представлены несегментированными шипиками.

## Распространение
Встречаются всесветно. Большая часть видов отмечена в Южной Азии. Австралазия (11 видов), Афротропика (17 видов), Неарктика (8 видов), Неотропика (10 видов), Ориентальный регион (около 20 видов), Палеарктика (18 видов).

## Систематика
3 рода и около 70 видов. Группа была обозначена в 1942 году русско-французским энтомологом Альфредом Балаховским (1901—1983) и в статусе семейства принята в 1974 году (Koteja, J. 1974).
- Род Asterococcus Borchsenius, 1960 — 9 видов, в Европе Asterococcus muratae
  - Asterococcus atratus
  - Asterococcus muratae (Kuwana, 1907)
  - Asterococcus oblatus
  - Asterococcus ovoides
  - Asterococcus quercicola
  - Asterococcus ramakrishnai
  - Asterococcus schimae
  - Asterococcus scleroglutaeus[4]
  - Asterococcus yunnanensis
- Род Cerococcus Comstock, 1882[5][6][7] — 62 вида, в том числе, в Европе:
  - Cerococcus camarai Neves, 1954
  - Cerococcus cistarum Balachowsky, 1927
  - Cerococcus cycliger Goux, 1932
  - Cerococcus laniger Goux, 1932
  - Cerococcus longipilosus (Archangelskaya, 1930)
  - Cerococcus pocilliferus Neves, 1954
- Род Solenophora
  - Solenophora fagi Maskell